# Урусука
Урусука (порт. Uruçuca)  —  муниципалитет в Бразилии, входит в штат Баия. Составная часть мезорегиона Юг штата Баия. Входит в экономико-статистический микрорегион Ильеус-Итабуна. Население составляет 22 092 человека на 2007 год. Занимает площадь 337,705 км². Плотность населения — 37,6 чел./км².

## Статистика
- Валовой внутренний продукт на 2003 год составляет 40 817 686,00 реалов (данные: Бразильский институт географии и статистики).
- Валовой внутренний продукт на душу населения на 2003 год составляет 2518,68 реалов (данные: Бразильский институт географии и статистики).
- Индекс развития человеческого потенциала на 2000 год составляет 0,652 (данные: Программа развития ООН).